# Palazzina Torsellini delle Ruote

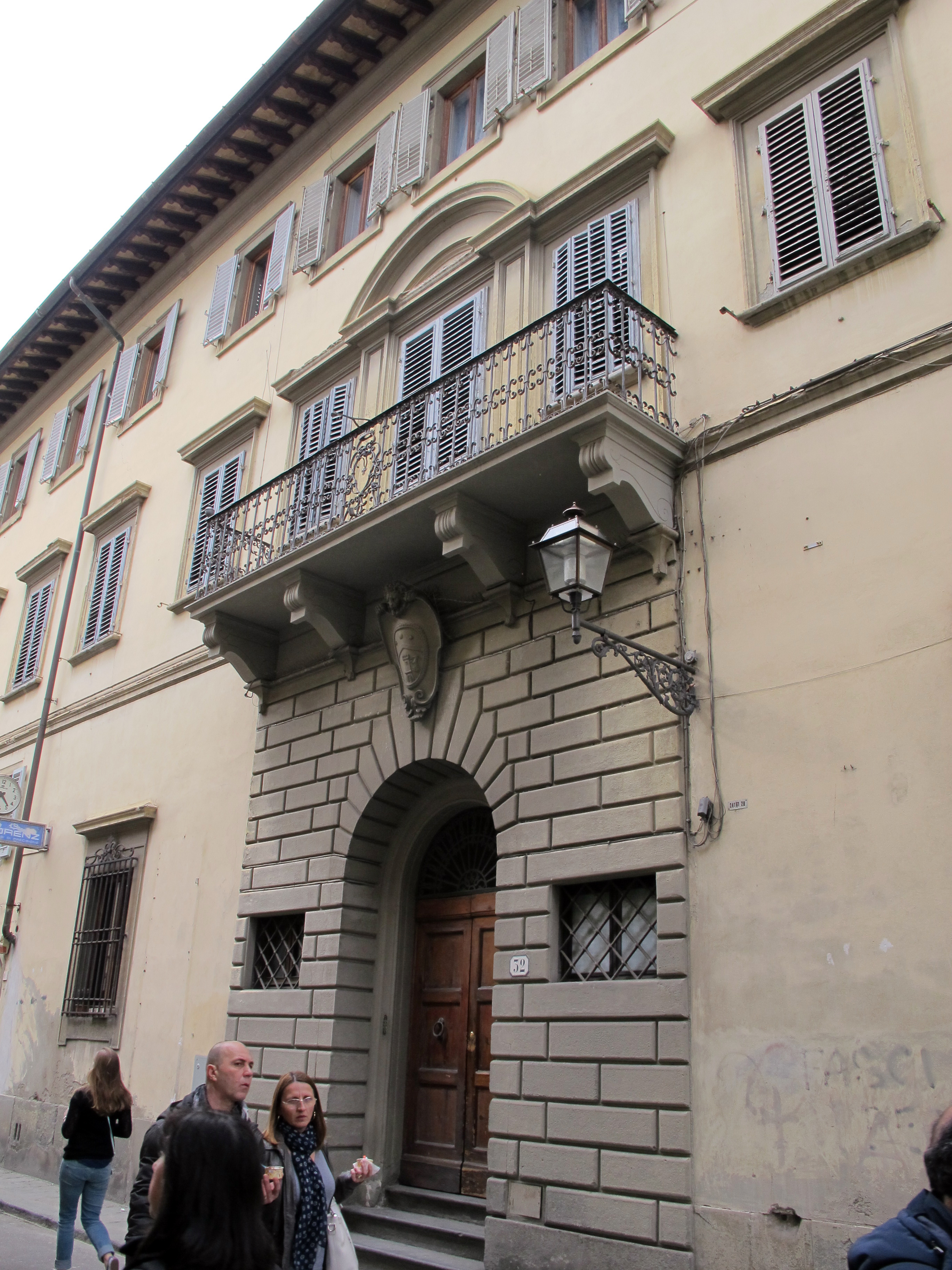
Palazzina Torsellini delle Ruote

La palazzina Torsellini delle Ruote è un edificio di Firenze, situato in Borgo la Croce 32, con affaccio in via della Mattonaia 7.

## Storia e descrizione
L'edificio è segnalato nello stradario di Bargellini e Guarnieri come "bel palazzo cinquecentesco con stemma nobilare". In realtà, per quanto il fronte principale denoti caratteri di un certo pregio con un disegno mutuato dalla tradizione architettonica fiorentina cinquecentesca, si tratta di un grande casamento interamente ridisegnato nell'Ottocento.
Lo sviluppo complessivo è notevole, dato che, organizzato su tre piani, l'edificio si estende per tredici assi su borgo la Croce, segnando la cantonata con via della Mattonaia e proseguendo qui per altri sette assi, a confermare che non si tratta di un palazzo ma di una costruzione volta a dare alloggio a più famiglie, al pari di quanto accade con il non molto distante stabile che segna l'angolo tra via della Mattonaia e via Giovan Battista Niccolini, realizzato dalla Società Anonima Edificatrice attorno al 1865-1866. 
La parte centrale del fronte principale, lavorata a finto bugnato, è segnata da un portone protetto da un balcone (su cui si affaccia un finestrone affiancato da due finestre), dove è uno scudo con l'arme della famiglia Torsellini delle Ruote, del quartiere di Santa Croce gonfalone Ruote (d'azzurro, allo scaglione d'oro, accompagnato in capo da una palla di rosso posta in mezzo a due stelle a otto punte d'oro, e in punta da una torre d'argento, terrazzata di verde e sinistrata da un capro rampante d'argento).